# Kopna
Die Kopna war ein russisches Maß für Getreidegarben. Das Maß war ein Zähl- und Stückmaß.
Eine Kopna hatte etwa 50 Garben. In einigen Gebieten wurden sogar 60 bis 100 Garben für eine Kopna gerechnet. Das aus den Garben ausgedroschene Getreide wurde in Tschetwert, einem Volumenmaß, umgewertet. Bei Wintergetreide ergaben der Kornertrag aus 60 Garben einen Tschetwert Korn, 60 Kopna auch 60 Tschetwert. Einen Unterschied machten die Getreidearten beim Aufmessen, was zu sehr ungenauen Angaben führte. Auch muss angemerkt werden, dass der Tschetwert nicht in allen Regionen in seiner Größe gleich war.
Ende des 16. Jahrhunderts wurden auch die Heuernten in Kopna gemessen.